# Hugo Schmeisser
Pour les articles homonymes, voir Schmeisser.
Hugo Schmeisser (né le 24 septembre 1884, mort le 12 septembre 1953), est un ingénieur et inventeur allemand.

## Biographie
Le nom de Hugo Schmeisser reste attaché à une arme, le MP40, qui est en réalité le fruit du travail de Heinrich Vollmer et Berthold Geipel. Néanmoins, le nom de Schmeisser est attaché à des évolutions majeures dans le domaine de l'armement. Tout d'abord avec son père Louis Schmeisser (de), un véritable génie de la technique armurière qui fit l'essentiel de sa carrière chez Theodor Bergmann et fut un acteur majeur de la mise au point des mitrailleuses légères MG15 et du pistolet mitrailleur MP18.
 
Hugo rejoint son père au sein de la Compagnie Bergmann et participe à la conception de ces deux armes. Il conçoit un chargeur pour le MP18 pour lequel il dépose un brevet après la Première Guerre mondiale.
 
Durant la Seconde Guerre mondiale, il travaille  chez Haenel (directeur technique) où il participe à la mise au point du MP28, MP41, MP43 et StG 44. 
En 1945, il est déporté en URSS où il est incorporé dans le bureau d'études d'Izhmash. Il participe à cette occasion à la conception du fusil d'assaut AK-47 « kalachnikov », sous la direction de Mikhaïl Kalachnikov. De retour en Allemagne en juin 1952, il décède à Suhl en RDA le 12 septembre 1953.